# Aioi

Aioi (相生市 Aioi-shi?) este un municipiu din Japonia, prefectura Hyōgo.